# Sergio Sollima
Sergio Sollima (Roma, 17 de abril de 1921 - ibídem, 1 de julio de 2015) fue un guionista y director de cine italiano.

## Biografía
Nació el 17 de abril de 1921 en Roma (Italia) y, al igual que hicieron muchos otros directores de culto europeos, aprendió el oficio durante el rodaje de varios Peplum, muy populares en la década de los años 50 y 60.
Se inició en el mundo del cine como asistente de Domenico Paolella, y se afirmó en los años 60 como un especialista de los spaghetti western. Su obra muestra una clara influencia del maestro Sergio Leone. Como curiosidad, cabe destacar que firmó algunas de sus películas con el seudónimo de Simon Sterling.
Aunque sólo llegó a filmar tres westerns, y no alcanzó la fama de Sergio Leone y Sergio Corbucci, es considerado uno de los grandes directores del género por parte de los aficionados y críticos. En estos tres westerns, la música corrió de la mano del maestro Ennio Morricone.
Pero lo que lo convierte en un verdadero director de culto es la magistral saga cinematográfica de Sandokán, el clásico de Emilio Salgari, que, en el contexto de su creación y presentación pública, lo elevan a icono de la filmografía antiimperialista.
Junto con Sergio Leone y Sergio Corbucci, Sergio Sollima formó el trío conocido por los apasionados de los spaghetti-western como "Los tres Sergios". El último superviviente del trío sólo dirigió tres títulos de este subgénero, pero muy redondos. Se prodigó poco, pues sólo tiene 14 largometrajes, pero obtuvo un enorme éxito en muchos países europeos y especialmente en España con la miniserie de los 70 "Sandokán".

## Muerte
El cineasta falleció en Roma a los 94 años por causas naturales.

## Filmografía
- 1998 - El hijo de Sandokán (Serie de TV)
- 1993 - Berlín 39 (Director)
- 1977 - La Tigre e ancora viva... Sandokan alla riscossa! (Director)
- 1976 - El juramento del Corsario Negro (Director)
- 1976 - Sandokán. (Serie de TV)
- 1973 - Revolver (Revólver). (Director)
- 1972 - Il diavolo nel cervello (El cerebro del mal)
- 1970 - Cittá violenta (Ciudad violenta). (Director)
- 1969 - Corre, Cuchillo, corre. (Director y guionista)
- 1968 - Requiem per un agente segreto (Consigna: Tánger 67) (Director)
- 1967 - Cara a cara. (Director)
- 1967 - El halcón y la presa. (Director)
- 1965 - Agente 3S3: passaporto per l´ínferno. (Director)
- 1965 - Agente 3SE massacro al sole (3SEagente especial). (Director)
- 1962 - L'amore difficile Codirigida con Luciano Luciagnani. Episodio "Le donne".